# 水乞幽霊

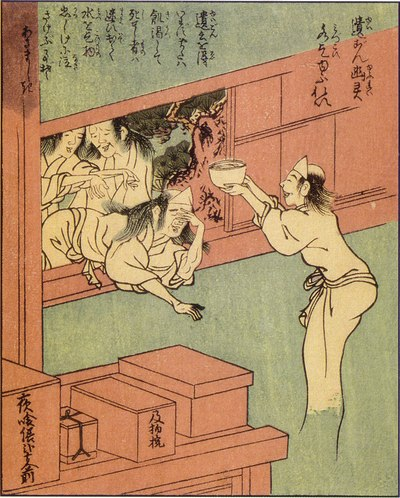
竹原春泉斎画『絵本百物語』より「遺言幽霊 水乞幽霊」

水乞幽霊（みずこいゆうれい、みずごいゆうれい）は、江戸時代の奇談集『絵本百物語』にある日本の幽霊。同書でいっしょに書かれている遺言幽霊（ゆいごんゆうれい）もこの項目で取り扱う。
『絵本百物語』の本文には、死に際して遺言を残すことの出来ずに執念が残ってしまった者や、仏法の教えにほとんど従わなかった者・飢えや渇きに苦しんで亡くなった者が迷ってこの世に残りとどまっている幽霊であるとされる。水乞幽霊が水を得て渇きを少しでも癒すことのできる機会は、仏法の教えにのっとった甘露の雨が降るときなど供養が通じた時だけである。
水木しげるは著書で「遺言幽霊」として『絵本百物語』の「遺言幽霊 水乞幽霊」を紹介をしており、この世に思いを残したまま亡くなった者の霊で、夜ごとに現われては水を欲しがって泣き叫ぶと解説している。

## 水乞幽霊にちなんだ作品
小説
- 京極夏彦『遺言幽霊 水乞幽霊』（西巷説百物語に収録）